# Taxodium huegelii
Il cipresso di Montezuma (Taxodium huegelii C.Lawson), noto anche come sabino o ahuehuete, è una conifera della famiglia Cupressaceae.

## Descrizione
È un grande albero sempreverde o semi-sempreverde che cresce fino a 40 m di altezza e con un tronco di 1-3 m di diametro (a volte molto di più, vedi sotto). Le foglie sono disposte a spirale ma ritorte alla base per essere disposte in due ranghi orizzontali, 1-2 cm di lunghezza e 1-2 mm di larghezza. I coni sono ovoidi, lunghi 1,5-2,5 cm e larghi 1-2 cm. A differenza del cipresso calvo e del cipresso da stagno, il cipresso di Montezuma produce raramente delle ginocchia di cipresso dalle radici. Gli alberi degli altopiani messicani raggiungono una notevole robustezza.
Un esemplare, l'Árbol del Tule a Santa María del Tule, Oaxaca, in Messico, è l'albero più robusto del mondo con un diametro di 14,05 m e una circonferenza massima di 58 m. Sono noti diversi altri esemplari di diametro 3-6 m.

## Distribuzione e habitat
Il cipresso di Montezuma è originario di gran parte del Messico, a sud degli altipiani del Messico meridionale. Esistono due popolazioni disgiunte negli Stati Uniti . Uno si trova nella valle del Rio Grande, nel sud del Texas, mentre l'altro si trova nel sud del New Mexico, vicino a Las Cruces. All'interno del Guatemala, l'albero è limitato al Dipartimento di Huehuetenango.
Taxodium huegelii è in primo luogo un albero rivierasco , che cresce lungo le rive dei fiumi, ma può anche essere trovato accanto a sorgenti e paludi. Si verifica da 300 a 2.500 m, in Messico principalmente in altopiani a 1.600-2.300 m di altitudine. T. huegelii è una specie a rapida crescita e molto resistente alla siccità e predilige i climi piovosi durante l'anno o almeno con le piogge estive.

## Usi
I cipressi di Montezuma sono stati utilizzati come alberi ornamentali fin dai tempi precolombiani. Gli Aztechi li piantarono lungo i sentieri processionali nei giardini di Chapultepec come alberi evocativi del potere reale. Questi alberi furono utilizzati per delineare i canali della regione prima della conquista spagnola, e le isole artificiali chiamate chinampas si formavano nei laghi poco profondi della Valle del Messico aggiungendo terreno a aree rettangolari racchiuse da questi alberi.
Gli ahuehuetes sono spesso coltivati nei parchi e nei giardini messicani. Il legno viene utilizzato per realizzare travi e mobili di casa.
Gli Aztechi usavano la sua resina per trattare la gotta, le ulcere, le malattie della pelle, le ferite e i mal di denti. Un decotto fatto dalla corteccia era usato come diuretico e un emmenagogo. La pece derivata dal legno era usata come cura per la bronchite. Le foglie fungevano da rilassante e potevano aiutare a ridurre il prurito.
John Naka, un maestro di bonsai di fama mondiale, ha donato il suo primo bonsai, un cipresso di Montezuma, al National Bonsai e al Museo Penjing degli Stati Uniti.
Un boschetto lineare si trova nel cortile principale del Getty Center Art Museum fiorente dal 1995.

## In Italia
Dal 2013 il cipresso di Montezuma è uno degli alberi monumentali del Parco di Capodimonte con un'età stimata di 200 anni, la sua circonferenza misura 3 m, mentre l'altezza è di 15 metri.

## Cultura
Il cipresso di Montezuma divenne l'albero nazionale del Messico nel 1910.
L'albero è sacro per i popoli nativi del Messico ed è descritto nel mito della creazione zapoteca.
Per gli Aztechi, l'ombra combinata di un àhuēhuētl e di un pōchôtl (Ceiba pentandra) rappresentava metaforicamente l'autorità di un sovrano.
Secondo la leggenda, Hernán Cortés pianse sotto un ahuehuete a Popotla dopo aver subito la sconfitta durante la Battaglia di La Noche Triste.